# Камбис I
Камбис I (на персийски език:کمبوجیه Kambūdschīye, староперсийски: Kambūdschiya, на старогръцки: Καμβύσης; на латински: Kambyses I) е древноперсийски цар на Аншан (в Иран) от 600 пр.н.е. до 559 пр.н.е. (или 580 пр.н.е. – 559 пр.н.е.), от династията Ахемениди и баща на Кир II (Велики).
Камбис управлява след смъртта на баща му Кир I. Според Херодот той се жени за Мандане от Мидия, дъщеря на Астиаг, цар на Мидия и Ариенис, и има с нея син Кир II Велики.